# Saidur Rahman Dawn
Saidur Rahman Dawn (ur. 18 stycznia 1963) – banglijski lekkoatleta specjalizujący się w biegach sprinterskich, olimpijczyk.
Był pierwszym w historii banglijskim sportowcem, który uczestniczył w letnich igrzyskach olimpijskich. W 1984 r. w Los Angeles wystartował w konkurencjach sprinterskich, w biegach na 100 oraz 200 metrów, w obu przypadkach odpadając w eliminacjach. 
Rekordy życiowe: 
- bieg na 100 metrów – 10,5 (1984)
- bieg na 200 metrów – 21,8 (1982)